# Nuno Marta
Nuno Marta Duarte Silvo (* 28. November 1976 in Torres Vedras) ist ein ehemaliger portugiesischer Radrennfahrer.
1996 startete Nuno Marta im Straßenrennen der Olympischen Spiele in Atlanta und belegte Platz 78. 2001 wurde er mit Porta da Ravessa portugiesischer Straßenmeister. Danach wechselte er zu Barbot-Torrie, wo er den Grand Prix Ciudad de Vigo gewinnen konnte. In seinem zweiten Jahr dort gewann er eine Etappe beim Grand Prix CTT Correios de Portugal und entschied auch die Gesamtwertung für sich. In den folgenden Jahren fuhr Marta für Würth-Bom Petisco, Riberalves-Goldnutrition und Imoholding-Loule Jardim Hotel. 2007 gewann er eine Etappe und die Gesamtwertung der Vuelta a Extremadura, 2009 beendet er seine Radsport-Laufbahn.

## Erfolge
2001
- Portugiesischer Straßenmeister

2002
- Grand Prix Ciudad de Vigo

2003
- eine Etappe und Gesamtwertung Grand Prix CTT Correios de Portugal

2007
- eine Etappe und Gesamtwertung Vuelta a Extremadura

## Teams
- 1998 Fimafra-Frutats
- 1999 Maia-Cin
- 2000 Maia-MSS
- 2001 Porta da Ravessa
- 2002 Barbot-Torrie
- 2003 Barbot-Torrie
- 2004 Würth-Bom Petisco
- 2005 Riberalves-Goldnutrition
- 2006 Imoholding-Loulé Jardim Hotel
- 2007 Madeinox-Bric-Loulé
- 2008 Centro Ciclismo de Loulé
- 2009 Centro Ciclismo de Loulé-Louletano